# Английский фольклор
Английский фольклор — мифы, легенды, народное творчество (песни, танцы, обряды) англичан, часть общебританского фольклора.
Английский фольклор имеет корни в фольклоре и мифологии народов, сформировавших английскую нацию, в кельтской мифологии племен, населявших Англию в до-римские времена (бритты и другие) и в германской мифологии племен, заселявших остров во время великого переселения народов (англы, саксы, юты).
Позднее, большое влияние на формирование английского фольклора оказали легенды и поверья кельтских народов, с которыми исторически англичане постоянно контактировали, в первую очередь валлийцев. Определенное влияние оказал и скандинавский и французский фольклор, принесенный после нормандского завоевания Англии.
Так, легенды о доблестном короле Артуре, бывшем какое-то время для кельтов символом сопротивления англосаксонскому нашествию, о его рыцарях Круглого Стола и о мудреце чародее Мерлине перешли из валлийского фольклора в английскую традицию, став основой цикла Артурианы; вместе с этим циклом в английский фольклор перешел и сюжет о Тристане и Изольде.
Германские корни имеет англосаксонская легенда о Беовульфе.
В английских сказках (сюжеты о Дикой Охоте, Херне-Охотнике и др.) и песнях можно найти следы языческих поверий, обрядов и заговоров, хотя под влиянием христианизации уже в средние века большая часть «старинных песен дедовских языческих времен» была забыта, и многие жанры поэзии и песен англосаксов известны только по кратким упоминаниям. Некоторые народные танцы имели в дохристианские времена ритуальное значение, но хоть и утратили его, дошли до нас, мало изменившись. Сохранился и обычай майского шеста на майский праздник весны.
Для английского фольклора характерно большое количество различных причудливых и таинственных мифических существ, духов и демонов. Богатство английского фольклора послужило основой популярности жанра литературной сказки в Англии XIX—XX веков. Наряду с писателями, творившими свой собственный мир, отталкиваясь от фольклорной традиции, нередким было и прямое использование авторами персонажей английского фольклора, например Робин Гуд у Вальтера Скотта, чертёнок Пак у Редьярда Киплинга.
Систематическое собирание памятников народного фольклора началось лишь в XVIII веке, когда Англия уже в значительной степени стала промышленной, урбанистической страной. Поэтому английский фольклор в целом хуже сохранился и менее изучен по сравнению с фольклором других народов Британских островов (за частичным исключением фольклора северной Англии). Тем не менее, именно изучение английского фольклора породило сам термин «фольклор» (от англ. folk-lore — «народная мудрость»): английский фольклорист (как бы мы его сейчас назвали) Уильям Томс предложил его в 1846 году как «хорошее саксонское слово».